# Evergislo de Tongres
San Evergislo (también llamado Ebergisel, Ebergisil, Ebregisel, Ebregisil, Ebregislus, Ebregiselus, Ebregisus, Evergislus, Evergisilus, Everigisil, Everigisilus) (f. antes de 593) fue obispo de Colonia, siendo el quinto obispo atestiguado de la zona y el primero con un nombre franco. Es mencionado por Gregorio de Tours en un grupo de obispos enviados por Childeberto II a restablecer la observancia en el convento de religiosas de Poitiers. Es venerado por la iglesia católica cuya festividad se celebra el 24 de octubre.

## Leyenda
Según la tradición, cuando San Severino de Colonia (fallecido en el 403) fue a visitar la diócesis de Tongres, en Bélgica, conoció a un niño muy devoto. El santo vio en él una gran piedad y se encargó de su educación. Más tarde hizo de él su archidiácono, que le sucedió en el gobierno de la diócesis de Colonia. Una noche se hallaba en Tongres ocupado en el ejercicio de su ministerio pastoral cuando, en el camino hacia la iglesia de Nuestra Señora fue atacado por unos bandoleros que le dieron muerte. San Gregorio de Tours menciona su nombre varias veces, siempre en tiempo pretérito, de lo que se desprende que vivió antes del 593.